# Iliamna (Alaska)
Iliamna is een plaats (census-designated place) in de Amerikaanse staat Alaska, en valt bestuurlijk gezien onder Lake and Peninsula Borough.

## Demografie
Bij de volkstelling in 2000 werd het aantal inwoners vastgesteld op 102.

## Geografie
Volgens het United States Census Bureau beslaat de plaats een oppervlakte van 94,6 km², waarvan 93,0 km² land en 1,6 km² water.

## Geschiedenis
"Old Iliamna" was een traditioneel Athabaskisch dorp bij de uitmonding van de Iliamna rivier. In 1901 kreeg het een postkantoor.
Rond 1935 verhuisden de inwoners naar de huidige locatie (een afstand van ongeveer 60 km).
Toen werd ook de eerste lodge gebouwd, een tweede volgde in de jaren 1950's. In de jaren 1970's en 1980's werden er meerdere lodges gebouwd.
Tegenwoordig is de recreatie (door de lodges) een belangrijke inkomstenbron voor Iliamna met de vismogelijkheden in het Iliamnameer.

## Verkeer
Van de omliggende plaatsen is alleen Newhalen over de weg bereikbaar. Alle andere zijn alleen bereikbaar via de lucht. Daarvoor ligt er aan de westkant van Iliamna een vliegveld. Dit is geregistreerd als PAIL (ICAO) en ILI (IATA). Met twee startbanen heeft het een regionale functie. Op het nabijgelegen Pike Lake zijn ook 2 "startbanen" ingericht voor watervliegtuigen.
Meerdere maatschappijen onderhouden dagelijkse verbindingen met Anchorage. Het vervoer naar de omliggende plaatsen wordt verzorgd via air-taxi's en chartervluchten.

## Plaatsen in de nabije omgeving
De onderstaande figuur toont nabijgelegen plaatsen in een straal van 40 km rond Iliamna.